# 福島あゆみ
福島 あゆみ（ふくしま あゆみ、英: Ayumi Fukushima、1983年6月22日 - ）は、日本のブレイクダンスダンサー。ダンサーネームはAYUMI。Body Carnival所属。2021年開催のWDSF世界ブレイキン選手権における金メダル受賞者であり、2022年に開催されたワールドゲームスにおける銅メダル受賞者。2024年パリオリンピックブレイキン女子日本代表。日本語学校の職員や英語講師として働く中、審査員やワークショップ講師としても活動している。

## 来歴
2004年夏、カナダ留学から一時帰国中に姉のNARUMIに誘われてブレイキンを始める。
2021年、フランスで開催されたWDSF世界ブレイキン選手権において金メダルを受賞した。Red Bull BC One大会にも参加している。
2022年、京都府スポーツ賞特別栄誉賞を受賞する。
2024年パリオリンピックではオリジナル技の「ぞうきん」などを駆使し準々決勝に進んだが、準決勝には進めず敗退することとなった。

## プレースタイル
せっかちな性格からか細かい動きが多く、仲間からも掃除してるみたいと評されたことから、「お掃除スタイル」を自称している。また、自らの強みとして「自分に足りないものであったりとか、自分が好きなものとか、自分自身も感じていることがいっぱいある。新しいものを楽しんで出したい」と述べているように、独自の動きを取り入れることで創造性や多様性が評価されるスタイルである。